# BioBrick

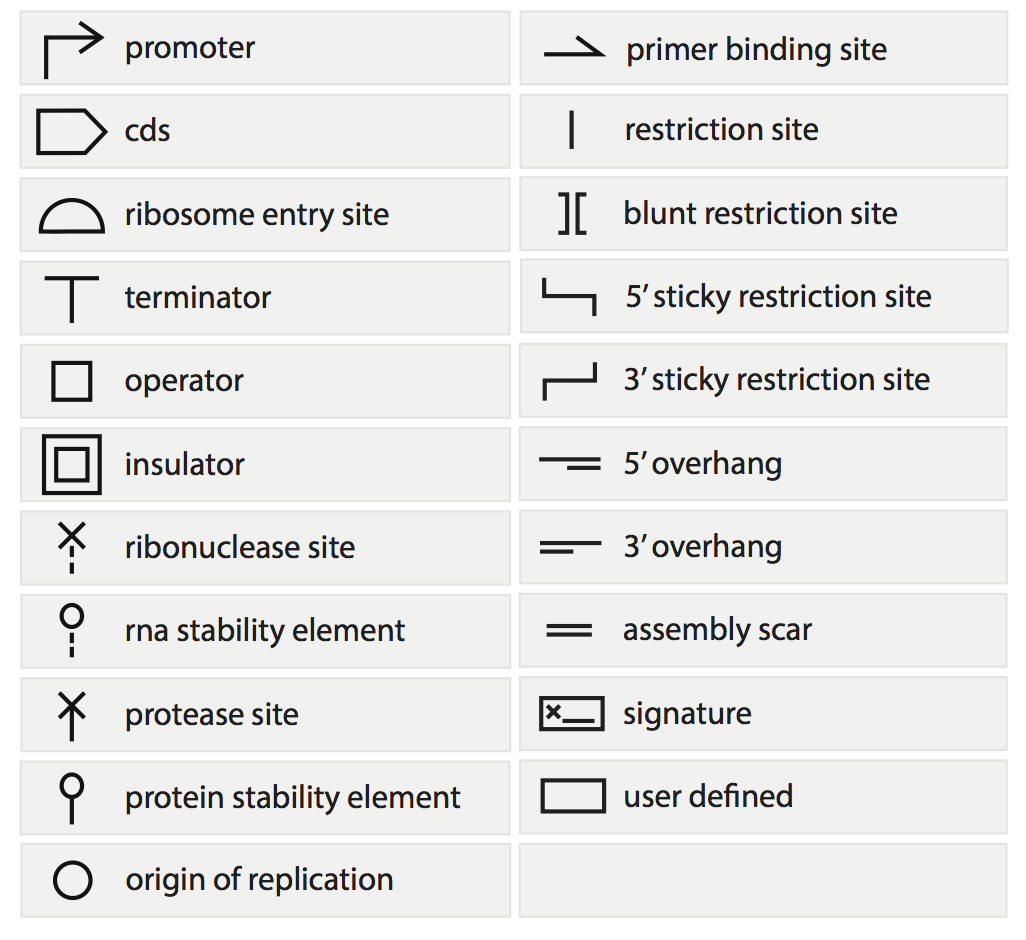
Símbolos da Synthetic Biology Open Language (SBOL) para uso com BioBricks

BioBricks são sequências de DNA de função bem definida e caracterizada utilizados na abordagem de biotecnologia chamada Biologia Sintética. Essas sequências são flanqueadas por sítios de enzima de restrição que são utilizadas para ligar um BioBrick a outro em uma ordem bem definida. A ligação entre BioBricks é usada para projetar e construir dispositivos biológicos a partir de peças individuais para incorporação em células vivas, como Escherichia coli. Exemplos de BioBricks incluem promotores, sítio de ligação com o ribossomo (RBS), sequências codificantes e terminadores.

## Visão geral

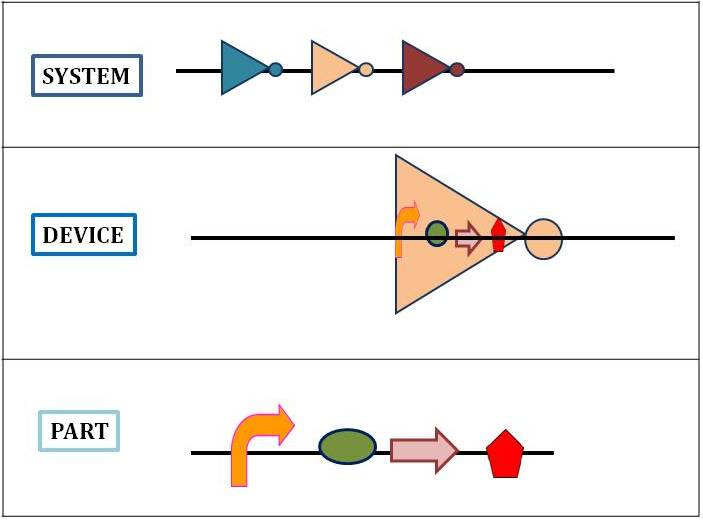
Abstração da hierarquia permite a compartimentalização de complexidade.

Os BioBricks são usados aplicando princípios de abstração e modularização advindos da engenharia. Diversas partes formam a base de um sistema hierárquico no qual a biologia sintética é baseada. Existem três níveis de hierarquia:
1. Partes: Pedaços de DNA que formam uma unidade funcional (por exemplo promotor, RBS, etc.)
2. Dispositivo: conjunto de conjunto de peças com função definida. Em termos simples, um conjunto complementar de BioBricks que juntos formam um dispositivo.
3. Sistema: Combinação de um conjunto de dispositivos que executa tarefas de alto nível.

O desenvolvimento de peças biológicas padronizadas permite a rápida montagem de sequências. A capacidade para testar cada uma das peças e dispositivos para ser testado de forma independente e caracterizada também melhora a confiabilidade da ordem implicada nos sistemas.

## História
A primeira tentativa de se criar uma lista de partes biológicas padronizadas foi em 1996, por Rebatchouk et al.  No entanto, esta tentativa de início não foi amplamente reconhecido pela comunidade de pesquisa científica na época. Em 1999, Arkin e Endy propuseram uma lista de partes biológicas padronizadas, com maior aceitação. BioBricks foram descritos e apresentados primeirament por Tom Knight no MIT em 2003. Desde então, vários grupos de pesquisa vem utilizando BioBricks para o desensolvimento de novas partes e sistemas.

### BioBricks Foundation
A Função BioBricks foi criada em 2006 por engenheiros e cientistas como uma organização sem fins lucrativos para padronizar biológica. O foco da Fundação centra-se nas áreas de Tecnologia, Direito, Educação e a Comunidade Global no que se concerne a biologia sintética. As atividades da fundação incluem a organização das conferências SBx, programas de educação e capacitação técnica.

## Padrão de montagem de BioBricks
O BioBrick assembleia norma foi introduzida para superar a falta de padronização presente nos métodos tradicionais de clonagem molecular. A padronização permite que dois grupos em diferentes partes do mundo re-utilizem BioBricks sem passar por todo o ciclo de design e manipulação. 

### Padrão de montagem de BioBricks 10
O padrão de montagem 10 foi desenvolvido por Tom Knight, e é o mais amplamente utilizado. Ele envolve o uso de enzimas de restrição. Cada parte é uma sequência de DNA inserida em um plasmídeo circular, que atua como um vetor. A norma inclui um "código de barras" composto por  m prefixo e um sufixo, sequências que flanqueiam as extremidades 5' e 3' da sua parte de DNA, respectivamente. O prefixo contém sítios para as enzimas de restrição EcoRI (E) e Xbal (X), enquanto o sufixo contém sítios para SpeI (S) e PstI (P). O prefixo e o sufixo não são considerados parte do BioBrick. Para facilitar o processo de montagem, o BioBrick em si não deve conter qualquer um desses sítios de restrição. Durante a montagem de duas peças diferentes, um dos plasmídeos é digerido com EcoRI e SpeI. O plasmídeo carregando o outro BioBrick parte é digerido com EcoRI e Xbal. Os sitios EcoRI podem se ligar, pois são complementares entre si. Os sítios Xbal e SpeI  também podem se ligar, mas nesse caso a ligação leva a um sítio híbrido que não é reconhecido por enzima de restrição. Um novo plasmídeo será montado com as partes em sequência, com uma pequena "cicatriz" entre eles. As sequências do prefixo e do sufixo permanecem inalteradas  que permite o uso do produto de montagem como um BioBrick.
Este processo é idempotente: várias iterações não alteram o produto final, mantendo o prefixo e o sufixo. 

## Registro de partes
O grupo do MIT liderado por Tom Knight, que participou no desenvolvimento de BioBricks e a competição International Genetically Engineered Machines (iGEM) são também pioneiros na criação do Registro de Partes Biológicas Padronizadas (Registry of Standard Biological Parts). Registro a ser um dos fundamentos da biologia sintética, fornece informações com base na web e dados de mais de 20.000 BioBrick partes. O Registro contém: